# Хребет Коник

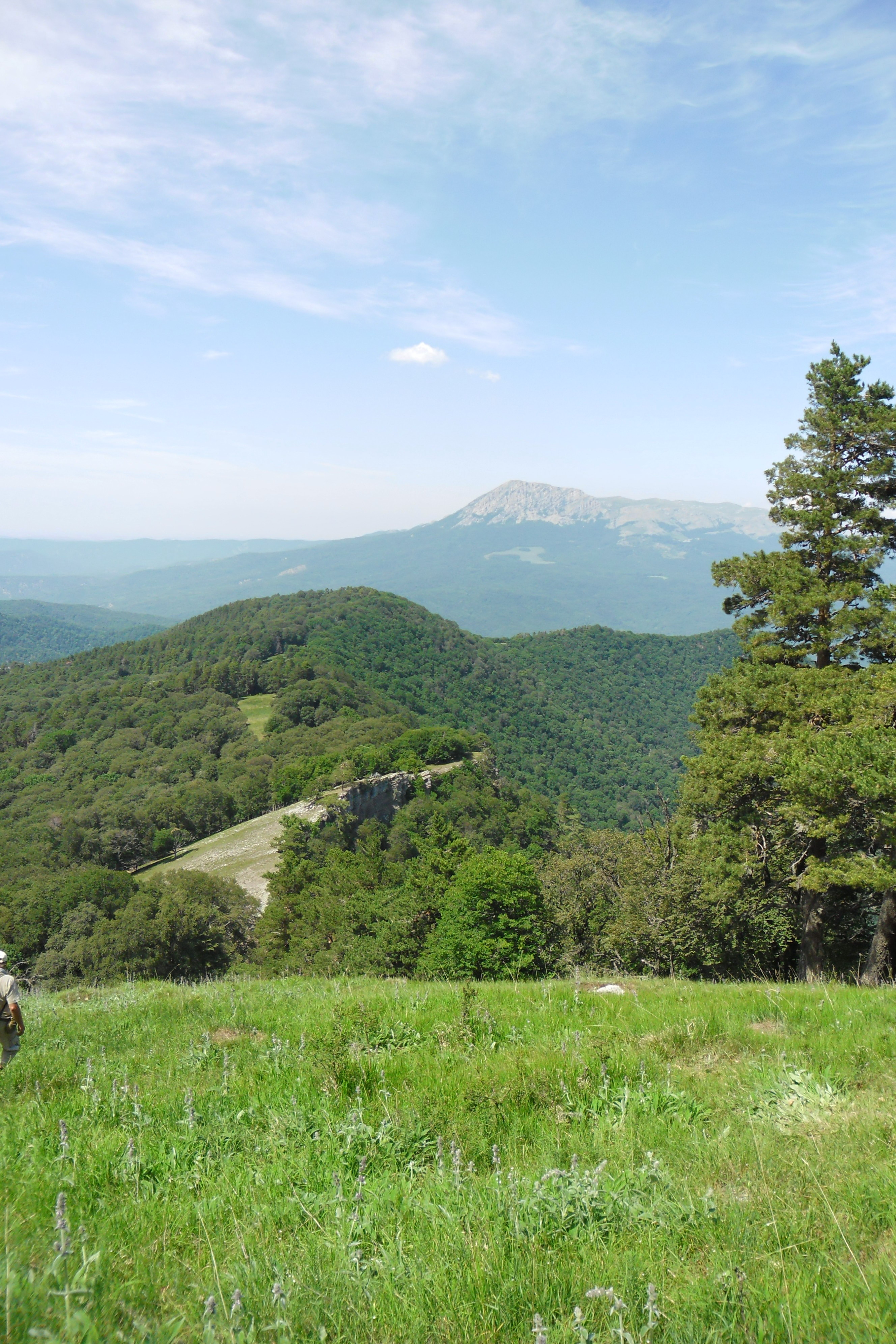
Гірський хребет Коник. Світлина з Бабуган-яйли. На дальньому плані праворуч — Чатир-Даг.

Гірський хребет Коник на мапі району Бабуган-яйли.

Коник, Караджуха́н, Монасти́рський — гірський хребет в Криму між Бабуган-яйлою та Чатир-Дагом.

## Загальний опис
Хребет Коник має хвилясті обриси, поріс лісом, східний схил крутіший, на гребені галявини. Поєднує Бабуган-яйлу з відрогом масиву Чатир-Даг, поступово знижуючись на південний схід до гори Агис-Хир. На хребті розташований перевал Кебіт-Богаз, 590 метрів над рівнем моря. На схід від хребта Коника в ущелині Яман-Дере на річці Узень-Баш — водоспад Головкінського.
Поблизу розташований Козьмо-Дем'янівський монастир. На схід від Коника в ущелині Яман-Дере на річці Узень-Баш можна побачити водоспад Головкінського.

## У літературі
Відомий український письменник М. М. Коцюбинський, який відвідував ці місця, описав краєвиди, що відкриваються з Хребта «Коник». В уривку твору «У грішний світ» читаємо: 
| "І весь цей дивний край плив кудись у море теплого світла в широкому, безмежному, блакитному просторі … з лівого боку важко лежав на землі похмурий Чатирдаг, а з правого громадилися в небо Чортові східці Бабугану, нагріті скелі, сірі, голі, в чому мати народила ". |

## Галерея

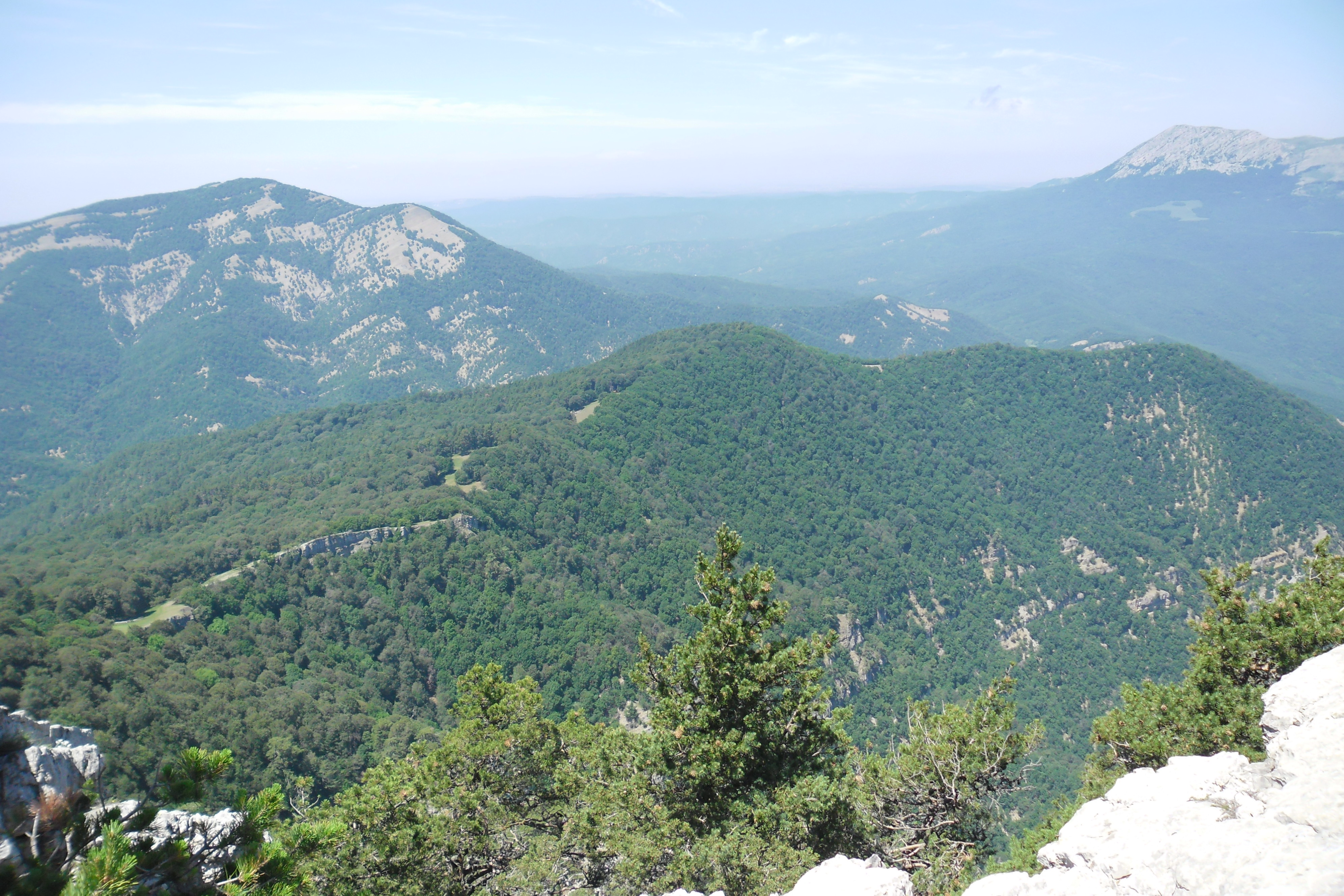
Хребет Коник. Ліворуч — хребет Синап-Даг. Вдалині праворуч — Чатир-Даг.
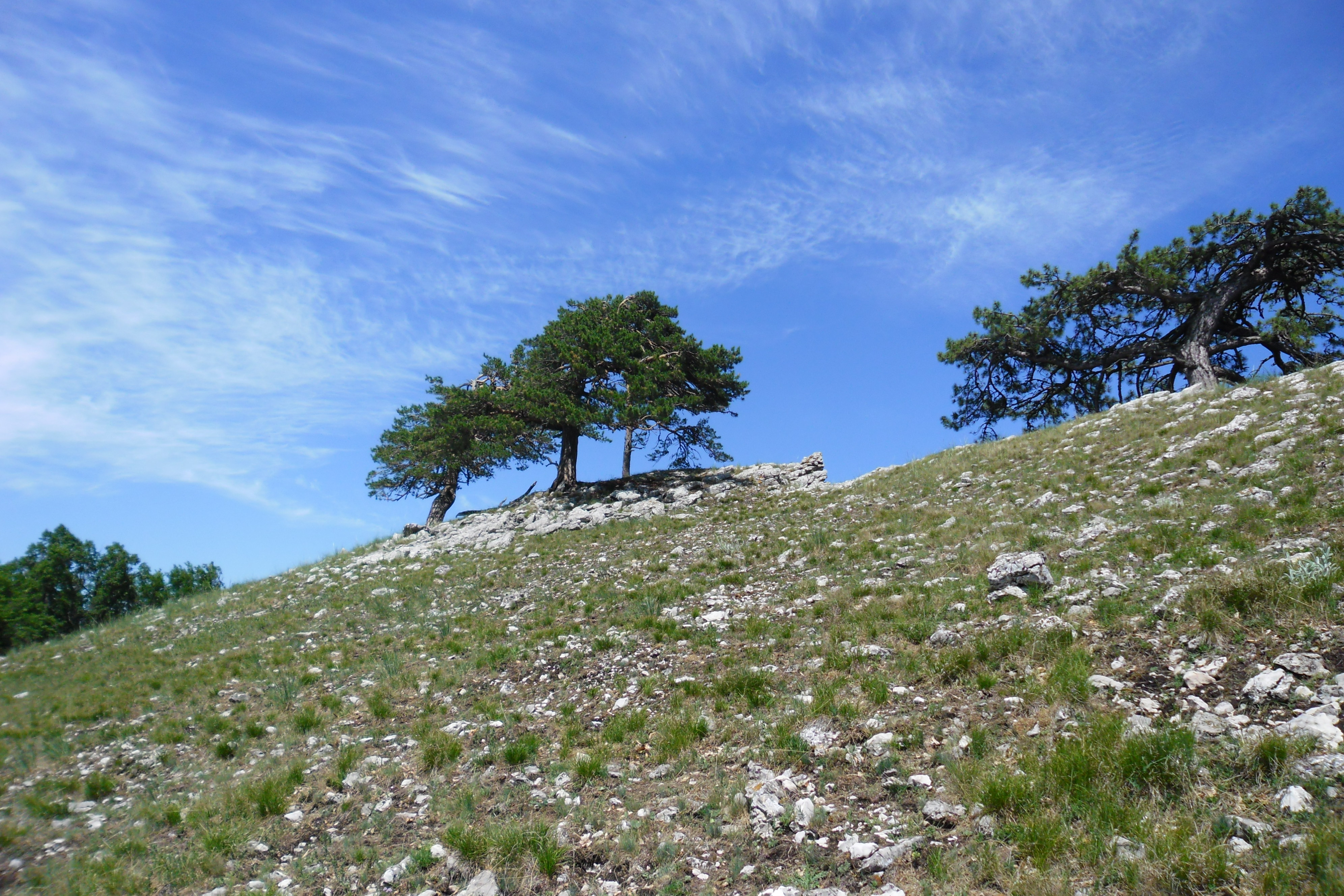
Південна скеляста частина гірського хребта Коник.
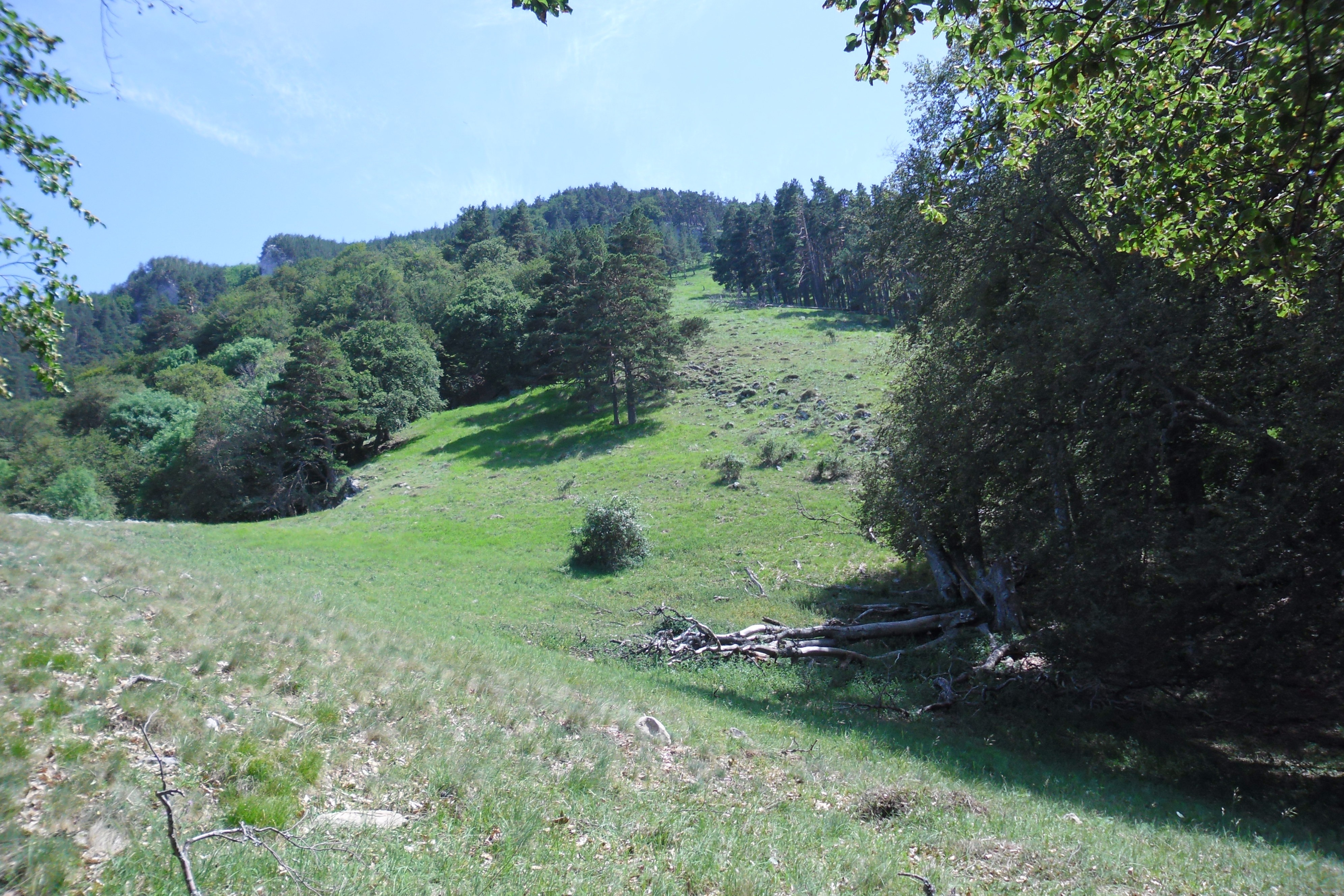
Підйом з хребта Коник на Бабуган-яйлу (стежка по галявині вгору).
Хребет Коник.
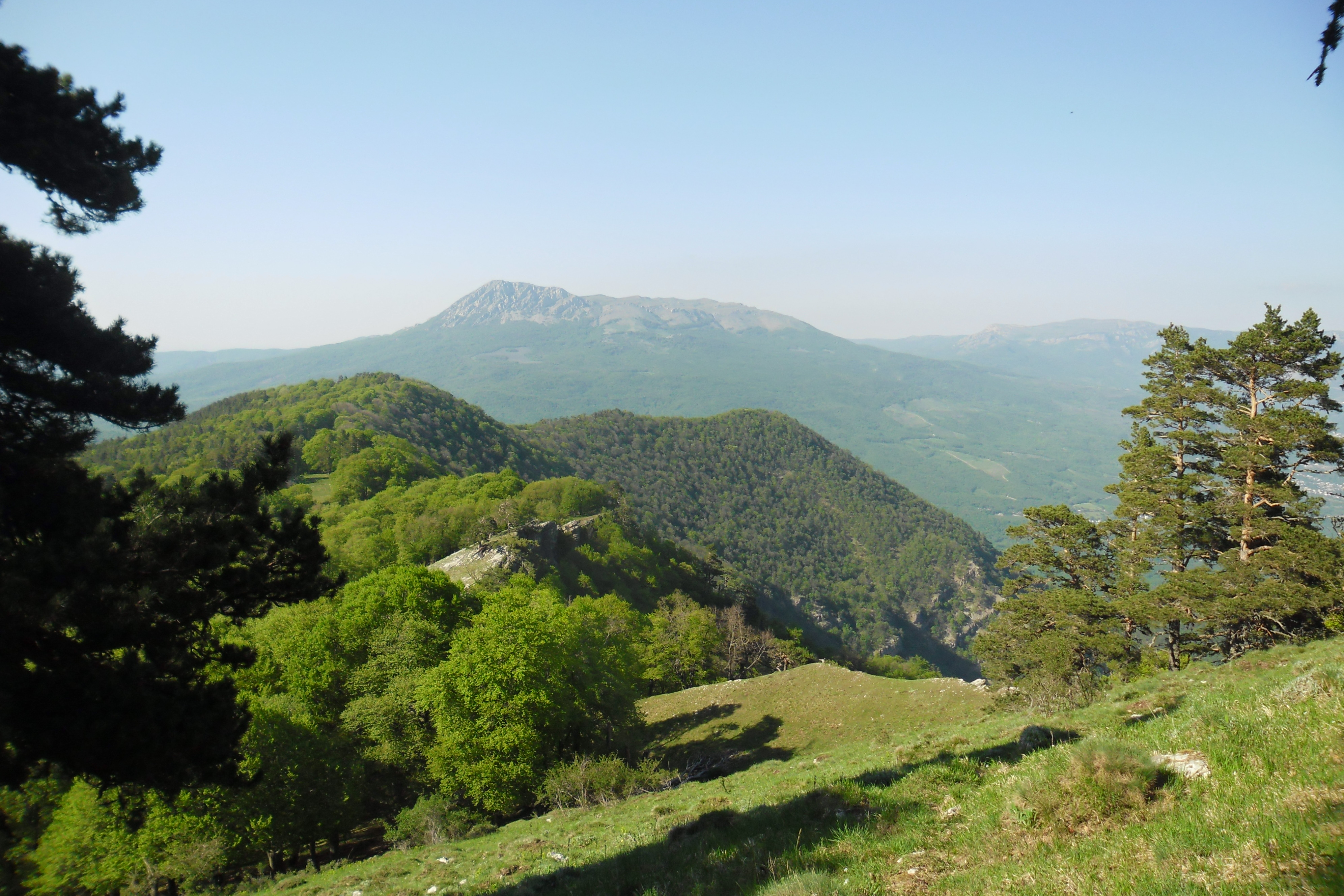
Початок хребта Коник від Бабугану.

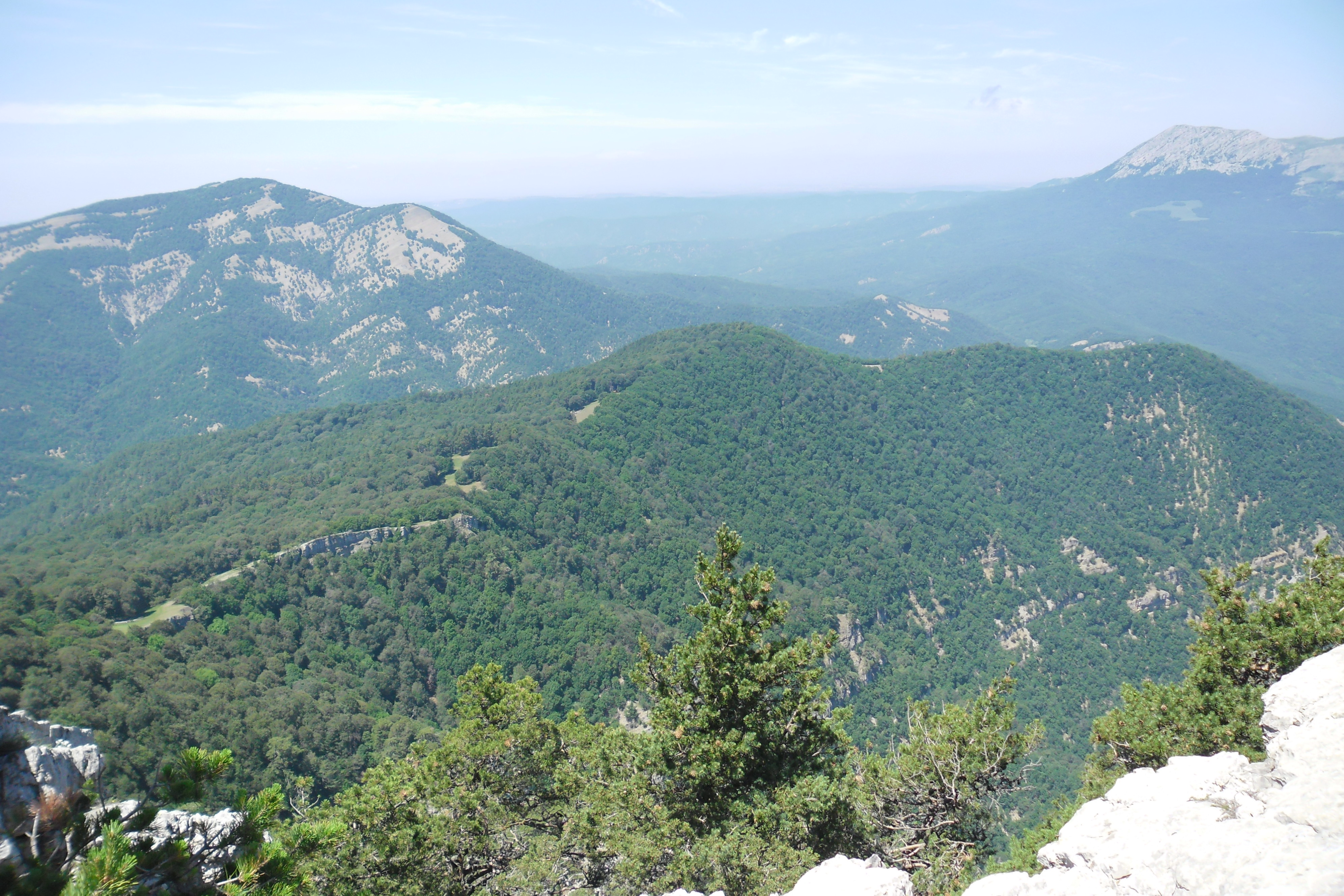
Хребет Коник. Ліворуч — хребет Синап-Даг. Вдалині праворуч — Чатир-Даг